# Sinar Mas Group
Sinar Mas Group — четвёртый по величине частный многопрофильный конгломерат Индонезии (после Astra International, Salim Group и Lippo Group). Основные интересы группы сосредоточены в сфере сельского хозяйства, производства пальмового масла и бумаги, массмедиа, недвижимости, финансовых услуг, телекоммуникаций и добычи сырья. Несколько дочерних компаний группы котируются на Индонезийской и Сингапурской фондовых биржах. Основателем и основным владельцем Sinar Mas Group является миллиардер китайского происхождения Эка Чипта Виджаджа.  

## История
Эка Чипта Виджаджа родился в 1922 году в китайском городе Цюаньчжоу в семье успешного бизнесмена. После переезда в Индонезию в 1931 году сколотил состояние на торговле копрой и кокосовым маслом в портовой Сурабае, позже стал инвестировать в производство пальмового масла и заготовку древесины.  
В 1962 году была основана компания Sinar Mas Agro Resources and Technology или SMART (сегодня она является одним из крупнейших операторов плантаций и крупным производителем пальмового масла и маргарина). Также в состав группы входит другой крупный производитель пальмового масла и пищевых жиров — компания Golden Agri Resources. В 1972 году была основана химическая компания Tjiwi Kimia (сегодня группа Asia Pulp and Paper является одним из крупнейших в мире производителей бумаги, целлюлозы и упаковочных материалов). 
В 1984 году была основана компания Bumi Serpong Damai (сегодня её основными активами являются жилой и деловой комплекс Damai City в районе Серпонг города Тангеранг и офисный комплекс Sinar Mas Land Plaza в Джакарте). В 1996 году была основана компания Dian Swastatika Sentosa (сегодня она владеет четырьмя электростанциями в провинции Западная Ява). В 1997 году была основана компания Bumi Kencana Eka Sakti (сегодня Golden Energy Mines является одним из крупнейших торговцев углём).   
В 2000 году была основана пищевая компания Super Wahana Tehno (сегодня она является одним из крупнейших в Индонезии производителей минеральной бутылированной воды). В 2002 году была основана компания Mobile-8 Telecom, которая в 2011 году поглотила оператора Smart Telecom (сегодня Smartfren Telecom является крупным интернет-провайдером и оператором мобильной связи). В 2004 году Dian Swastatika Sentosa поглотила компанию Supra Veritas (оптовая торговля целлюлозой, бумагой и химикатами). В 2008 году структуры Sinar Mas Group продали Bank Internasional Indonesia, основанный в 1959 году, малайзийской финансовой группе Maybank.
Сегодня управление Sinar Mas Group находится в руках детей Эки Чипты Виджаджи: сын Фрэнк Виджаджа контролирует направление пальмового масла, а сын Тегух Виджаджа управляет целлюлозно-бумажным направлением. По состоянию на 2014 год Эка Чипта Виджаджа и его семья владели активами на сумму 5,8 млрд долларов. Третий сын, миллиардер Ой Хон Леон (Хуан Хуннянь), проживающий в Сингапуре, контролирует инвестиционную группу IPC Corp. (отели и другая недвижимость в Сингапуре и Японии, сеть колледжей и университетов Raffles Education).

## Структура группы
- SMART / Sinar Mas Agro Resources and Technology (пальмовое масло)
- Golden Agri Resources (пальмовое масло)
- Sinar Mas Land (недвижимость)
- Bumi Serpong Damai (недвижимость и строительство)
- Smartfren Telecom (телекоммуникации)
- Mora Quatro Multimedia (телекоммуникации)
- Asia Pulp and Paper (бумага)
- OKI / Ogan Komering Ilir Pulp & Paper Mills (бумага)
- Sinar Mas Multiartha (финансовые услуги)
- Sinarmas Sekuritas (финансовые услуги)
- Sinar Mas Multi-finance (финансовые услуги)
- Sinarmas MSIG Life (страхование)
- Asuransi Sinar Mas (страхование)
- Bank Sinarmas (банковское дело)
- DSS / Dian Swastatika Sentosa (энергетика и добыча угля)
- Golden Energy Mines (торговля углём)
- Rolimex Kimia Nusamas (торговля химикатами)
- Super Wahana Tehno (минеральная вода)
- Eka Hospital (сеть больниц)
- Mega Media Indonesia (телевещание)
- Creator Holdings (гонконгская строительная группа)